# Сметна палата на България
Вижте пояснителната страница за други значения на Сметна палата.
Сметната палата е Върховната одитна институция на България. Тя осъществява външен контрол на средствата и дейностите в публичния сектор.
Основна задача на Сметната палата е да контролира надеждността и достоверността на финансовите отчети на бюджетните предприятия, законосъобразното, икономичното, ефективното и ефикасното управление на публичните средства и дейности, както и да предоставя на Народното събрание надеждна и обективна информация за това. Сметната палата е независима в своята дейност и се отчита пред Народното събрание. Тя приема годишна програма за одитната си дейност, като Народното събрание може да ѝ възлага до пет одита годишно извън нейната програма.
Сметната палата осъществява още и финансов контрол върху дейността на политическите партии и управлението на предоставеното им имущество съгласно Закона за политическите партии, както и контрол на финансирането на предизборните кампании при всички видове избори съгласно Изборния кодекс, като поддържа Единен регистър по Изборния кодекс.
На председателя на Сметната палата е възложено и изпълнението на Закона за публичност на имуществото на лица, заемащи висши държавни и други длъжности. За целта Сметната палата поддържа регистър, в който лицата, заемащи висши държавни и други длъжности, подават декларации за доходите и имуществото си всяка година и при встъпване и излизане от длъжност. Сметната палата извършва проверка по документи за достоверността на декларираните факти, като ги съпоставя с данни от официалните регистри в страната.
Сметната палата се състои от председател, двама заместник-председатели и двама членове.
На 28 юли 2023 г. от 49-то Народно събрание за председател е избран Димитър Главчев.
На 9 април 2015 г. са избрани заместник-председателите Горица Грънчарова-Кожарева, Тошко Тодоров и членовете проф. Георги Иванов и Емил Евлогиев.

## Обхват на одит
Сметната палата одитира държавния бюджет; бюджетите на държавното обществено осигуряване, Националната здравноосигурителна каса, общините и други бюджети, приемани от Народното събрание.
Извършва одити на Народното събрание, Министерския съвет, министерства, ведомства, агенции, комисии и други разпоредители с бюджетни средства, както и на Българската академия на науките, държавните висши училища,
Българското национално радио и Българската национална телевизия и др. Тя одитира също средствата от фондове и програми на Европейския съюз.
Одитира още и БНБ, възникването и управлението на
държавния дълг, държавногарантирания дълг и общинския дълг; приватизирането и концесионирането на държавно и общинско имущество; изпълнението на международни спогодби и др.
Сметната палата извършва одити и на държавните предприятия, които не са търговски дружества, както и на търговските дружества с над 50 на сто държавно и/или общинско участие в капитала.
Сметната палата на Република България е член на Международната организация на Върховните одитни институции ИНТОСАЙ от 2001 г. и на Европейската организация на Върховните одитни институции ЕВРОСАЙ от 2002 г.

## История
Малко след Освобождението на България, със закон от 1880 година е създадена Върховна сметна палата. Тя е независим орган, ръководството на който се назначава от княза по предложение на Министерския съвет и може да бъде освобождавано преди края на мандата си само с разрешение на Народното събрание. Поради разрастването на администрацията дейността на Върховната сметна палата се увеличава и през 1925 година са създадени нейни окръжни подразделения. Палатата е закрита през 1947 година, когато нейните функции са поети от новосъздадената Комисия за държавен контрол.
В началото на 90-те години на 20 век се появява идеята за възстановяване на Сметната палата. VII велико народно събрание приема съответния закон на своето последно заседание през 1991 година, но президентът Желю Желев налага вето и той не влиза в сила. Сметната палата е възстановена с нов закон, приет на 27 юли 1995 година.
На 27 юли 1995 г. XXXVII народно събрание приема Закон за Сметната палата, с който се възстановяват традициите на бюджетния контрол в България. Според него Сметната палата се състои от председател и 10 члена. На 13 октомври 1995 г. Народното събрание избира за председател на Сметната палата доц. Георги Николов, а на 24 ноември 2005 г. са избрани 10 члена на Сметната палата.
През декември 2001 г. от XXXIX народно събрание е приет нов Закон за Сметната палата, с който нормативната уредба на българската върховна одитна институция се привежда в съответствие с международните одитни принципи и стандарти и регламентите на Европейския съюз.
На 7 април 2005 г. за председател е избран проф. Валери Димитров, а на 13 април 2005 г. – 10 члена на Сметната палата.
XLI народно събрание приема нов Закон за Сметната палата, в сила от 2011 г., според който Сметната палата е в състав от председател и двама заместник-председатели. На 19 януари 2011 г. за председател е избран отново проф. Валери Димитров.
През април 2014 г. е приет Закон за Сметната палата, с който се връща колегиалното начало в ръководството на върховната одитна институция – председател и 8 члена. На 30 април 2014 г. за председател на Сметната палата е избрана Лидия Руменова, а за членове – Горица Грънчарова-Кожарева, Дилета Касабова-Токатлиян, доц. Евгения Пенкова-Панталеева, Златина Русева, Мустафа Занков, Стефка Михайлова, д-р Тома Дончев и Ширин Исмаил.
XLIII народно събрание приема нов Закон за Сметната палата на 22 януари 2015 г., съгласно който действащата Сметна палата се състои от председател, двама заместник-председатели и двама членове – представители на Института на дипломираните експерт-счетоводители и на Института на вътрешните одитори.
На 26 март 2015 г. за председател е избран Цветан Цветков, а на 9 април 2015 г. за заместник-председатели – Горица Грънчарова-Кожарева и Тошко Тодоров, за членове – проф. Георги Иванов и Емил Евлогиев.
С решение на Народното събрание на 20 януари 2023 г. Горица Грънчарова-Кожарева е избрана за изпълняващ длъжността председател на Сметната палата. С решение на Народното събрание на 7 юли 2023 г. е определена да изпълнява провомощията на председател на Сметната палата до избора на нов председател.
На 28 юли 2023 г. от 49-то Народно събрание за председател е избран Димитър Главчев.
От 8 април 2024 г. Горица Грънчарова-Кожарева е определена за изпълняващ правомощия на председател на Сметната палата за периода от назначаването на председателя на Сметната палата за служебен министър-председател по реда на чл. 99, ал. 5 от Конституцията на Република България до неговото освобождаване на 16.01.2025 г..
През 2025 г. Сметната палата отбелязва 145 години от създаването си и 30 години от възстановяването си. Първият закон за Върховната сметна палата на България е публикуван в Държавен вестник на 20 декември 1880 г., а възстановяването ѝ става със закон от 27 юли 1995 г.